# مطار الثعلة العسكري
مطار الثعلة هو مطار عسكري يقع غرب قرية الثعلة في محافظة السويداء السورية. يبعد عن مدينة السويداء حوالي 13 كيلومترا، ويتكون من 16 حظيرة ومدرجين بطول يقارب 3 كيلومتر.